# Lorde das Ilhas
Lorde das Ilhas ou Rei das Ilhas (em gaélico escocês:  Triath nan Eilean ou Rìgh Innse Gall) é atualmente um título de nobreza escocesa com raízes históricas que remontam para além do Reino da Escócia. Surgiu de uma série de governantes híbridos viquingues / gaélicos da costa ocidental e ilhas da Escócia, na Idade Média, que exerciam poder marítimo com frotas de galés. Apesar de terem sido, por vezes, vassalos nominais do Rei da Noruega, do Grande Rei da Irlanda ou do Rei da Escócia, os chefes da ilha permaneceram funcionalmente independentes por muitos séculos. Seu território incluía a Hébridas (Skye e Ross de 1438), Knoydart, Ardnamurchan e a península de Kintyre. Em seu auge, foram os maiores proprietários de terras e senhores mais poderosos da Grã-Bretanha e as suas ilhas (exceto a Irlanda), após os reis da Inglaterra e da Escócia. 
O fim do senhorio veio em 1493, quando John MacDonald II perdeu suas propriedades e títulos para Jaime IV da Escócia. Desde então, o filho varão mais velho do monarca reinante escocês (e mais tarde, britânico) tem sido intitulado "Lorde das Ilhas", embora o próprio cargo fosse extinto desde o século XV. Atualmente Guilherme, Príncipe de Gales é denominado Lorde das Ilhas, como um título escocês subsidiário ao Ducado de Rothesay. A única ilha ainda na posse dos descendentes diretos dos Senhores das Ilhas é pequena Cara off Kintyre, que é de propriedade dos McDonalds de Largie, um pequeno remanescente do que uma vez foi uma vasta herança de família.